# Pottenstein, Tyskland

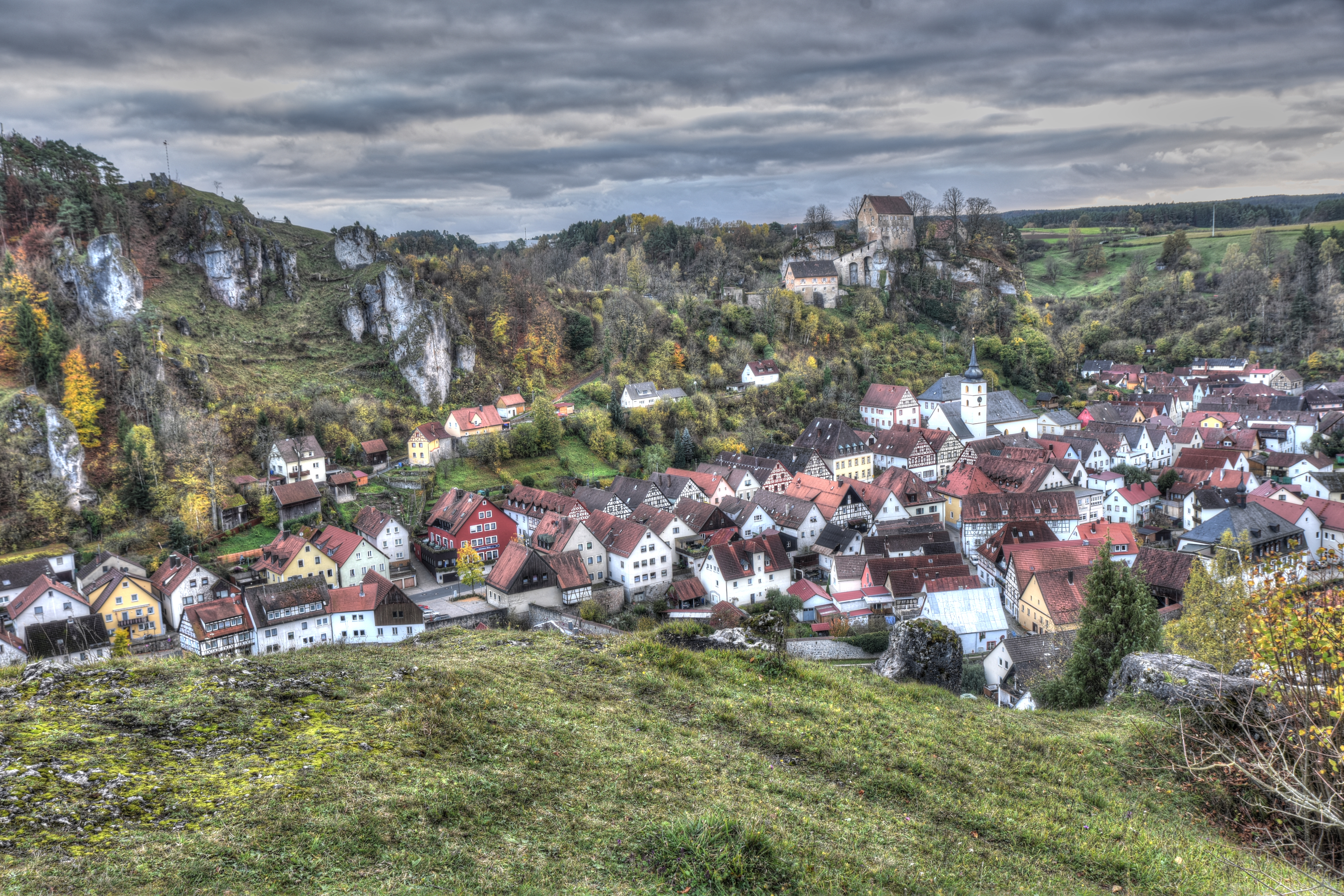

Pottenstein, Tyskland är en stad i Landkreis Bayreuth i Regierungsbezirk Oberfranken i förbundslandet Bayern i Tyskland.